# Galeandra nivalis
Galeandra nivalis är en orkidéart som beskrevs av Maxwell Tylden Masters. Galeandra nivalis ingår i släktet Galeandra och familjen orkidéer. Inga underarter finns listade i Catalogue of Life.